# قمرية حولية

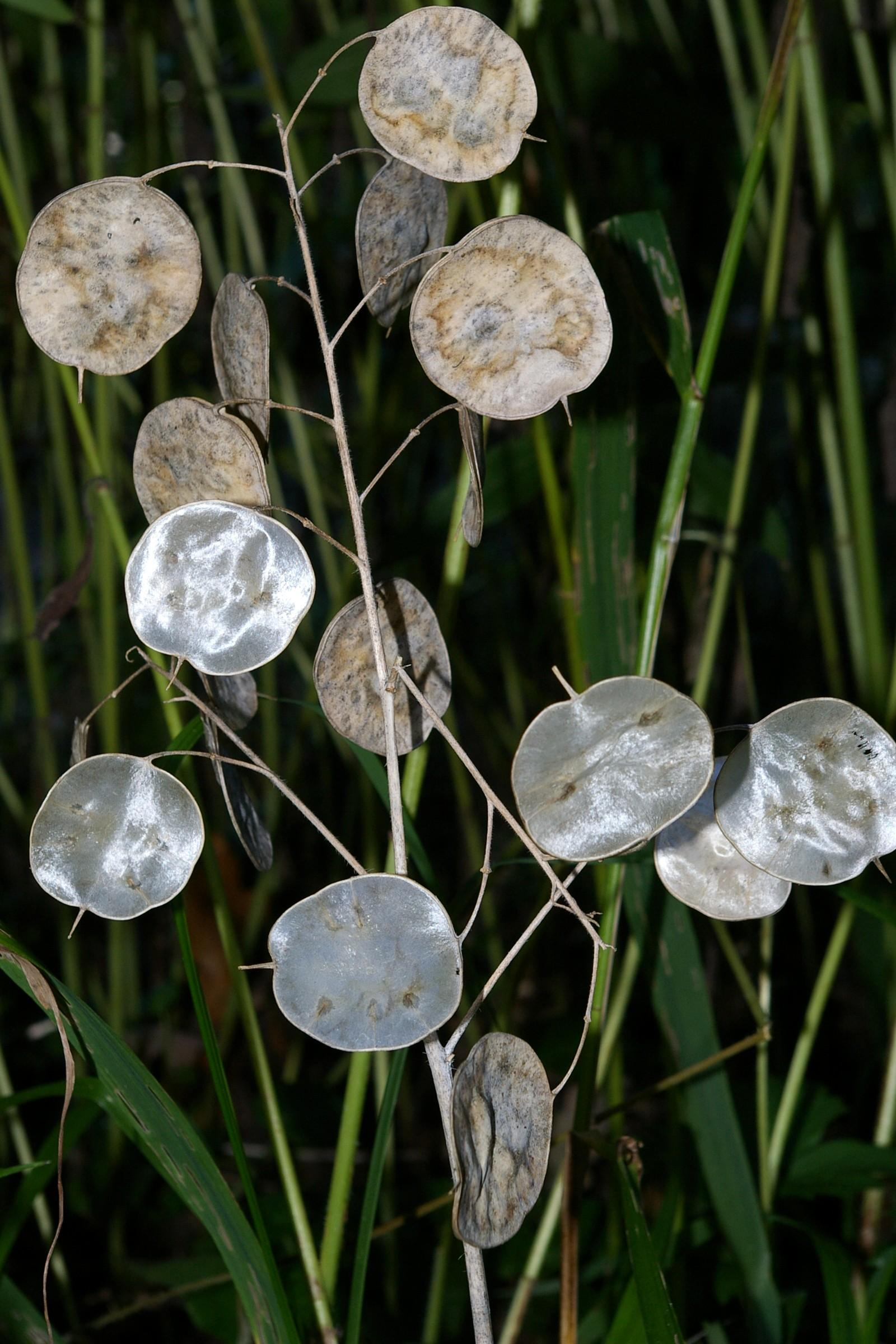
القرون الناضجة (الخردلة) ، بعضها به بذور مرئية، وبعضها بقي فقط الغشاء المركزي

قَمَريَّة حَوْلِيَّة وتسمى الصدق أو الأمانة الحولية في اللغة الإنجليزية، هي نوع من النباتات المزهرة من جنس قمرية في فصيلة الصليبيات حيث يوجد الخردل والكرنب. موطنها الأصلي البلقان وجنوب غرب آسيا، وتزرع في جميع أنحاء العالم المعتدل.

## الوصف
نبات حولي أو ثنائي الحول يعلو حتى 90 سم ويعرض 30 سم. أوراقه بسيطة كبيرة القد قلبية الشكل مسننة الحافة. أزهارها بنفسجية أو بيضاء اللون. عرفها ليلي الأريج العطري.

## معرض الصور

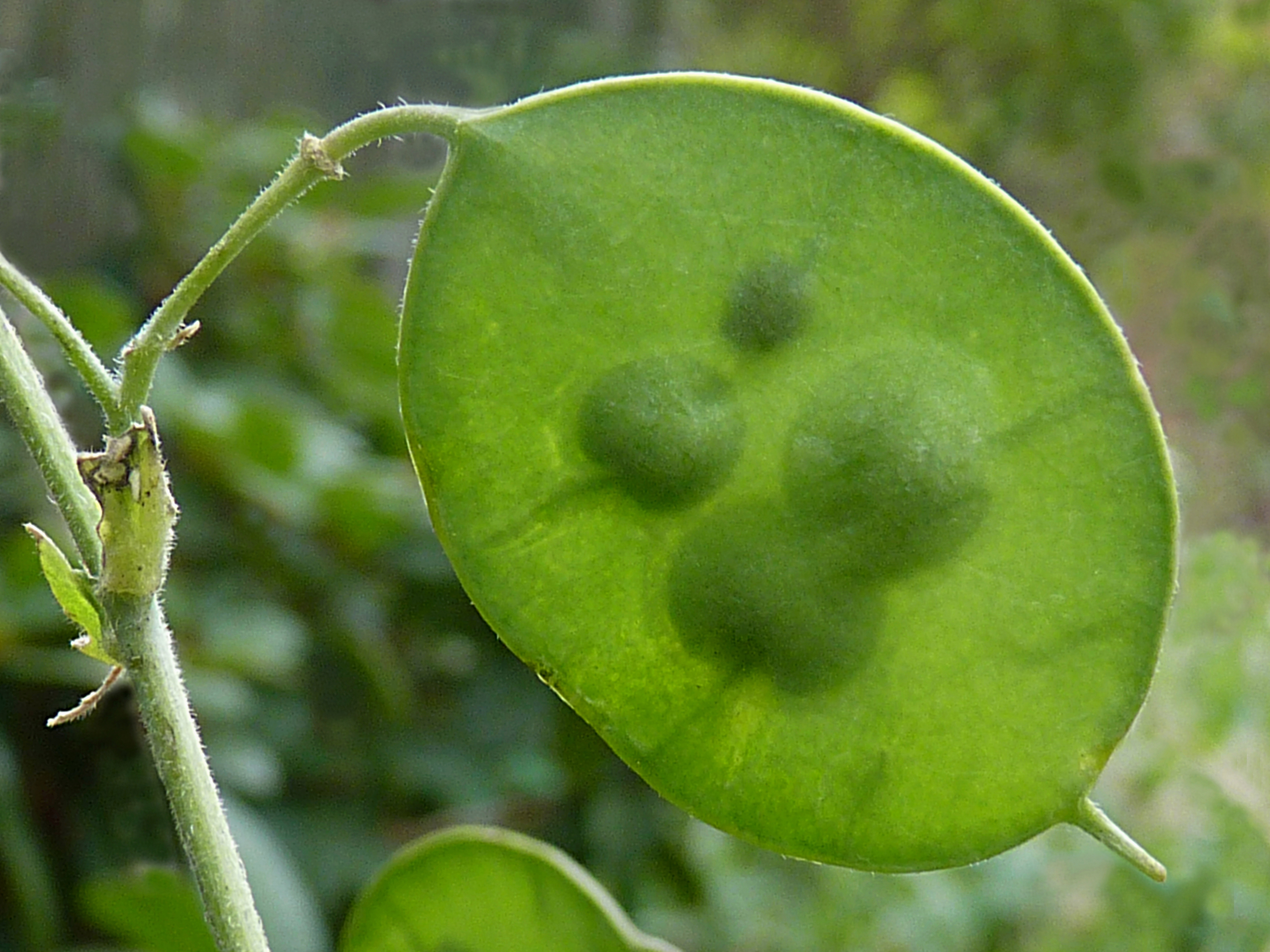
البذور غير الناضجة في يوليو
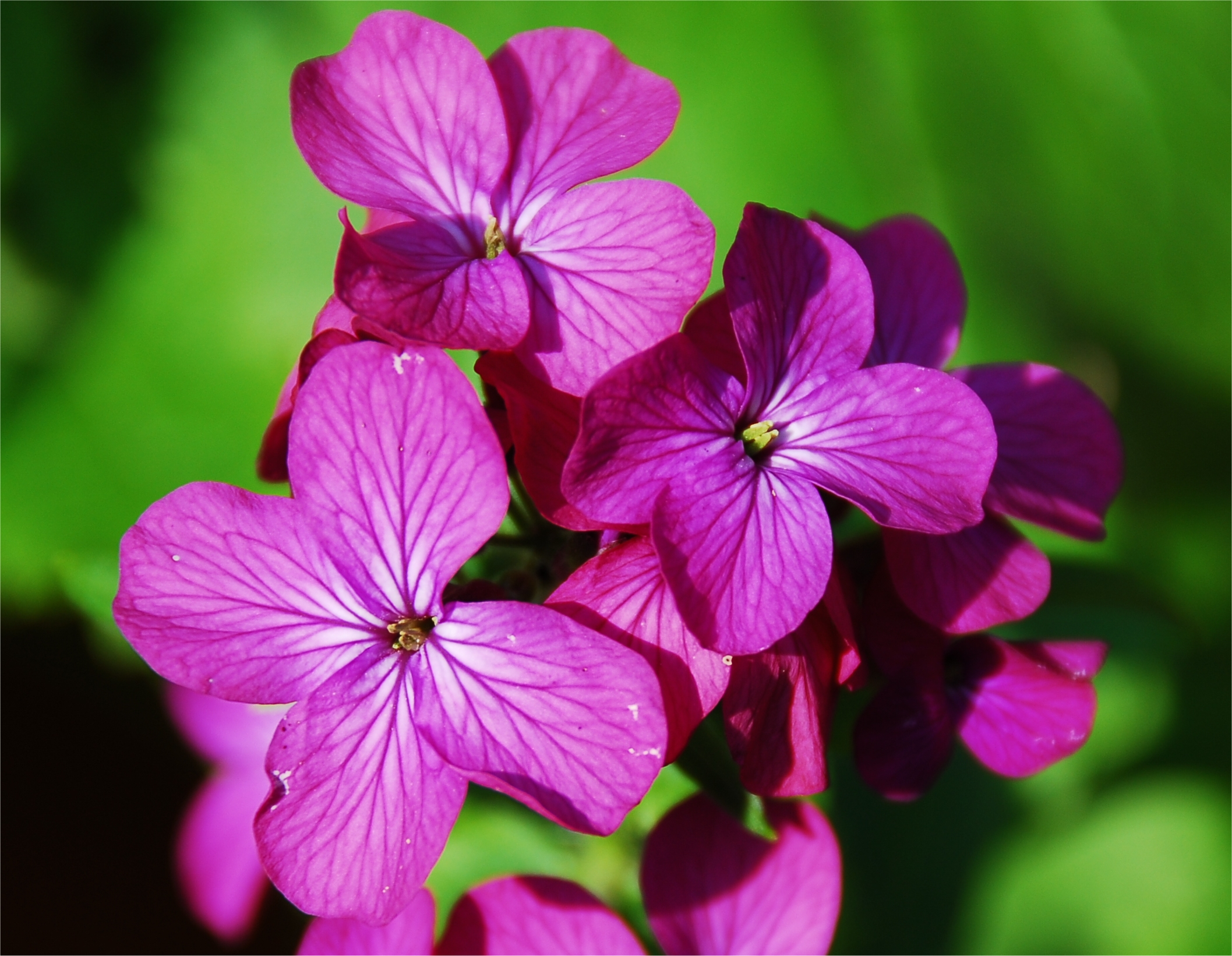
التفاصيل من الزهرة
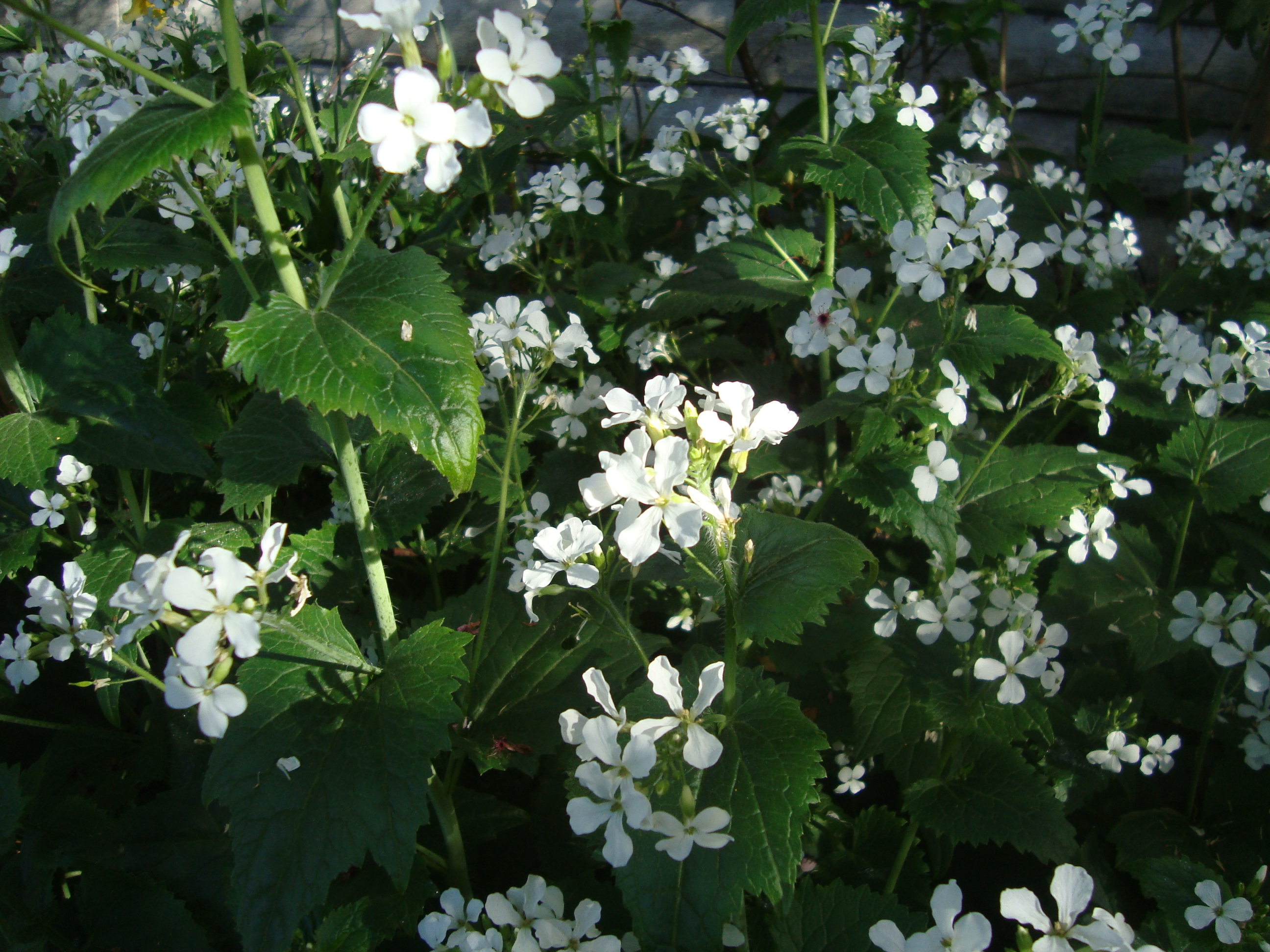
شكل زهرة بيضاء
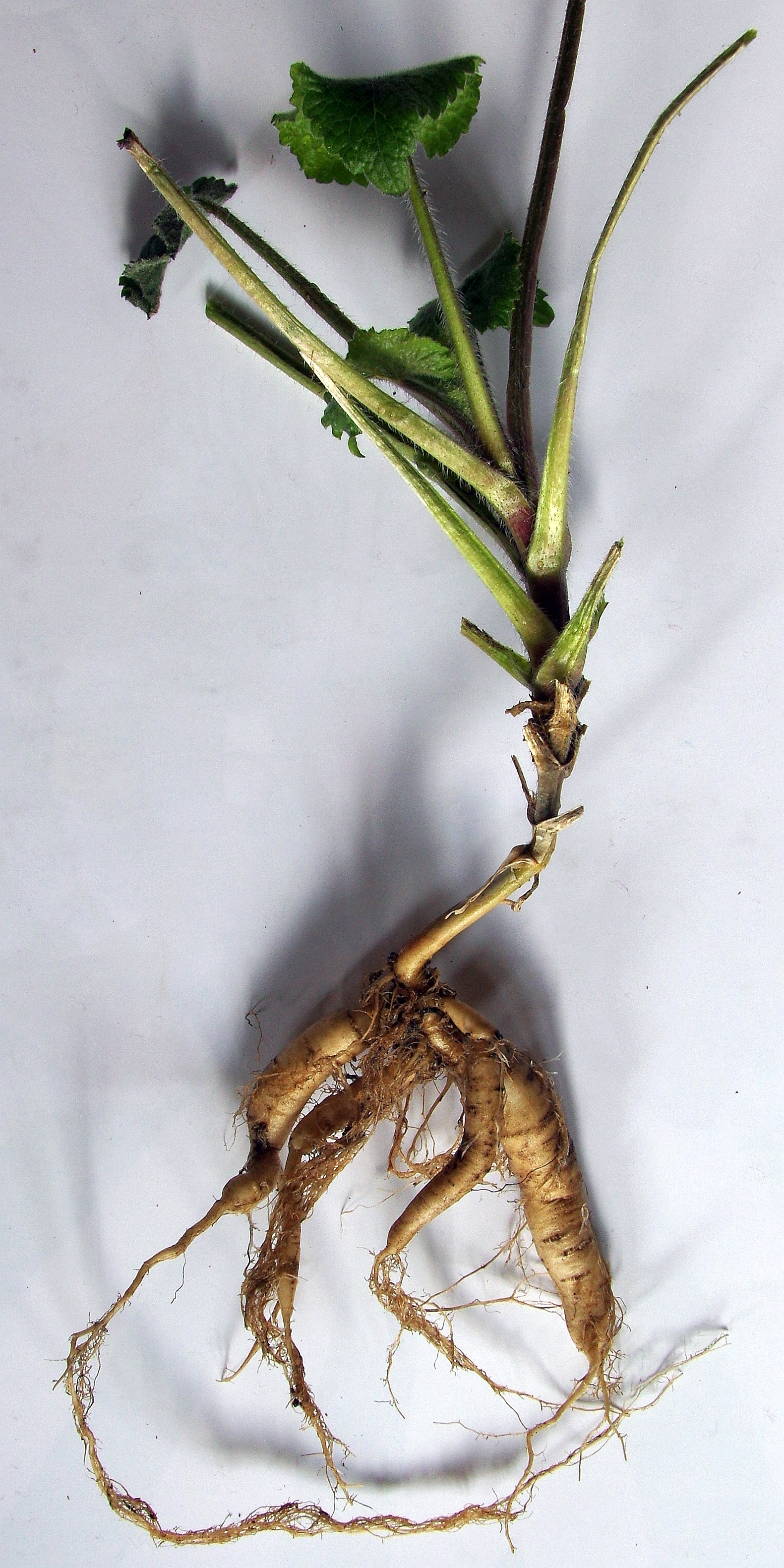
جذور التخزين في نهاية فترة النمو الأولى